# داتو ۳۱۴۶
سیارک ۳۱۴۶ (به انگلیسی: 3146 Dato، نامگذاری:1972KG) سه هزار و صد و چهل و ششمین سیارک کشف شده‌است که در ۱۷ مه ۱۹۷۲ کشف شد.
قدر مطلق سیارک برابر ۱۳٫۲۰ است.